# El bruto
El bruto es una película dramática mexicana de 1953, dirigida y escrita por Luis Buñuel. Está protagonizada por Pedro Armendáriz, Katy Jurado, Rosita Arenas, y Andrés Soler. La trama se centra en las intenciones de un empresario y casero que quiere derribar una vecindad de su propiedad en la que habitan personas carentes de recursos económicos, por lo que en busca de lograr su cometido, consigue el apoyo de un hombre conocido como «el Bruto» al que le encomienda alentar a los inquilinos a irse del sitio. 

## Argumento
Los habitantes empobrecidos de una vecindad antigua se encuentran siendo desalojados por su anciano casero y empresario carnicero, don Andrés Cabrera, que quiere vender el terreno y derribar las viviendas. Negándose a irse, se unen para intentar impedir el desalojo, por lo que el casero, a instancias de su joven esposa, Paloma, le dice a su trabajador más fuerte del rastro, Pedro, conocido como «el Bruto», que le ayude a deshacerse de los que quieren imposibilitar sus acciones. Cuando Pedro se muda a la casa del casero para trabajar para él como carnicero minorista y ejecutor, Paloma lo conoce y se siente fuertemente atraída por él. Lo anterior hace que los dos comiencen una aventura amorosa.
Siguiendo las peticiones de don Andrés, Pedro golpea a Carmelo González, un hombre enfermo residente de la vecindad que es padre de una joven llamada Meche. Este muere por la golpiza, lo que precipita a los aliados del hombre a buscarlo y atacarlo, terminando con un clavo incrustado en su hombro. Irrumpe en un apartamento y, al encontrar a Meche, le pide que lo retire. Se enamora de ella a pesar de su rechazo inicial, y se enfrenta a lealtades divididas, ya que don Andrés lo trata como a un hijo. El Bruto sospecha que don Andrés tuvo una aventura con su madre cuando ella era su empleada doméstica, intuyendo que su jefe en realidad es su padre.
Después de que Meche es desalojada, el Bruto le propone matrimonio y le ofrece una casa. Cuando Paloma, que suele hacerle visitas clandestina a Pedro, descubre que ahora vive con Meche, en un ataque de celos, le confiesa que Pedro fue quien mató a su padre. Meche, horrorizada, huye, mientras Pedro golpea a Paloma. Esta última regresa a su casa y le cuenta a don Andrés que el Bruto la agredió. Don Andrés da instrucciones para que Pedro vaya a su casa. Cuando lo hace, don Andrés lo insulta a él y a su madre e intenta golpearlo, pero Pedro se defiende sin medir su fuerza y acaba matándolo. Pedro huye en busca de Meche para confesarle lo que ha hecho y afirmarle que ahora podrán vivir tranquilos ella y los otros inquilinos de la vecindad. Despechada por todo lo ocurrido, Paloma lo delata ante la policía y estos lo matan cuando se defiende a balazos para no ser detenido. Al final, tanto Meche como Paloma terminan lamentando su muerte.

## Reparto
- Pedro Armendáriz como Pedro «el Bruto»
- Katy Jurado como Paloma
- Rosita Arenas como Meche
- Andrés Soler como don Andrés Cabrera
- Beatriz Ramos como doña Marta
- Paco Martínez como don Pepe
- Roberto Meyer como Carmelo González
- Gloria Mestre como María
- Paz Villegas como madre de María
- José Muñoz como Lencho Ruíz
- Diana Ochoa como esposa de Lencho
- Ignacio Villalbazo como hermano de María
- Joaquín Roche como notario
- Guillermo Bravo Sosa como el Cojo
- Efraín Arauz como vecino
- Lupe Carriles como cuidadora
- Raquel García como vecina

### Sin acreditar
- Agripina Anaya como vecina
- Jaime Fernández como Julián García
- Leonor Gómez como doña Enriqueta, vecina
- Benny García como el Gato
- Olga de la Chietla como la Chinita
- Victorio Blanco como empleado del rastro
- Enrique Carrillo como policía
- José Chávez como amigo de Pedro
- Enedina Díaz de León como vecina
- José Luis Fernández como empleado del rastro
- Jesús García como empleado del rastro
- Salvador Godínez detective policial
- Francisco Ledesma	como cantinero
- Cecilia Leger	como vecina
- Margarito Luna como don Antonio
- Jesús Gómez Murgui como policía
- Ignacio Peón como constructor
- Jorge Ponce con personaje desconocido
- Polo Ramos como hermano de María
- Amelia Rivera	como enfermera
- Ángela Rodríguez como vecina

## Estreno

### En cines
El Bruto fue lanzada en cines de México el 5 de febrero de 1953. El 21 de septiembre de 1983, la cinta fue proyectada en el Teatro Público del Festival de Shakespeare de Nueva York, como homenaje póstumo tras el fallecimiento de Luis Buñuel.

### Home media
El filme fue lanzado en formato DVD, el 23 de octubre de 2007. En 2023, la película fue restaurada en 4K y fue lanzada en DVD por VCI Entertainment.

## Recepción

### Crítica
En la página de reseñas Rotten Tomatoes, la película tiene un índice de aprobación del 88% basado en 8 reseñas, con una calificación promedio de 7.5/10.
Una reseña retrospectiva elogia la cinta, aunque nunca fue mencionada frecuentemente por el propio director, ni tampoco la consideró como una de sus mejores producciones mexicanas.

### Premios
| Premio | Fecha de ceremonia  | Categoría                   | Nominados       | Resultado | Ref(s) |
| ------ | ------------------- | --------------------------- | --------------- | --------- | ------ |
| Ariel  | 8 de agosto de 1954 | Mejor coactuación femenina  | Katy Jurado     | Ganadora  | [ 8 ]  |
| Ariel  | 8 de agosto de 1954 | Mejor coactuación masculina | Andrés Soler    | Nominado  | [ 8 ]  |
| Ariel  | 8 de agosto de 1954 | Mejor fotografía            | Agustín Jiménez | Nominado  | [ 8 ]  |